# Юн Хьон Чі
Юн Хьон Чі (14 лютого 1994) — південнокорейська дзюдоїстка, бронзова призерка Олімпійських ігор 2024 року, чемпіонка Азії.

## Виступи на Олімпіадах
| Олімпіада  | Дисципліна      | Місце |
| ---------- | --------------- | ----- |
| Токіо 2020 | до 78 кг        | 5     |
| Токіо 2020 | змішана команда | 9     |
| Париж 2024 | до 78 кг        | 9     |
| Париж 2024 | змішана команда | 3     |